# Łodygowice
Łodygowice (deutsch: Lodygowitz, älter Lodwigsdorf) ist ein Dorf und Sitz der gleichnamigen Gemeinde im Powiat Żywiecki der Woiwodschaft Schlesien in Polen.

## Geographie
Łodygowice liegt im Saybuscher Becken (Kotlina Żywiecka) an der Żylica unter den Kleinen Beskiden (Beskid Mały) im Nordosten.
Das Dorf hat eine Fläche von 1782 ha.

## Geschichte
Zusammen mit anderen benachbarten Dörfern Wilkowice und Pietrzykowice gehörte es zur Zisterzienserabtei Rauden.
Der Ort wurde am 16. Mai 1310 erstmals urkundlich als Loduicouiche und am 22. April 1364 als Ludovicivilla erwähnt. Die Pfarrei Villa Ludvici im Dekanat Auschwitz des Bistums Krakau wurde 1373 erstmals urkundlich erwähnt. Im Jahre 1445 wurde es auch als Lodwigsdorf erwähnt (Deutsche Ostsiedlung?).
Politisch gehörte das Dorf ursprünglich zum Herzogtum Teschen, nachdem ab 1315 zum Herzogtum Auschwitz in der Zeit polnischen Partikularismus. Seit 1327 bestand die Lehensherrschaft des Königreichs Böhmen. Das Gebiet von Żywiec mit dem Dorf wurde in den 1450ern unter ungeklärten Umständen aus dem Herzogtum Auschwitz herausgezogen. Endgültig gehörte es zu Polen seit 1465.
Im Jahre 1467 entstand die Herrschaft Saybusch im Besitz der Familie Komorowski. Im Jahre 1618 wurde die Herrschaft Łodygowice mit den Dörfern Łodygowice, Glemieniec, Bierna, Huciska, Rybarzowice, Buczkowice, Szczyrk, Godziszka, Wilkowice, Mikuszowice und Bystra ausgegliedert.
Bei der Ersten Teilung Polens kam Łodygowice 1772 zum neuen Königreich Galizien und Lodomerien des habsburgischen Kaiserreichs (ab 1804).
1918, nach dem Ende des Ersten Weltkriegs und dem Zusammenbruch der k.u.k. Monarchie, kam Łodygowice zu Polen. Unterbrochen wurde dies nur durch die Besetzung Polens durch die Wehrmacht im Zweiten Weltkrieg.
Von 1975 bis 1998 gehörte Łodygowice zur Woiwodschaft Bielsko-Biała.

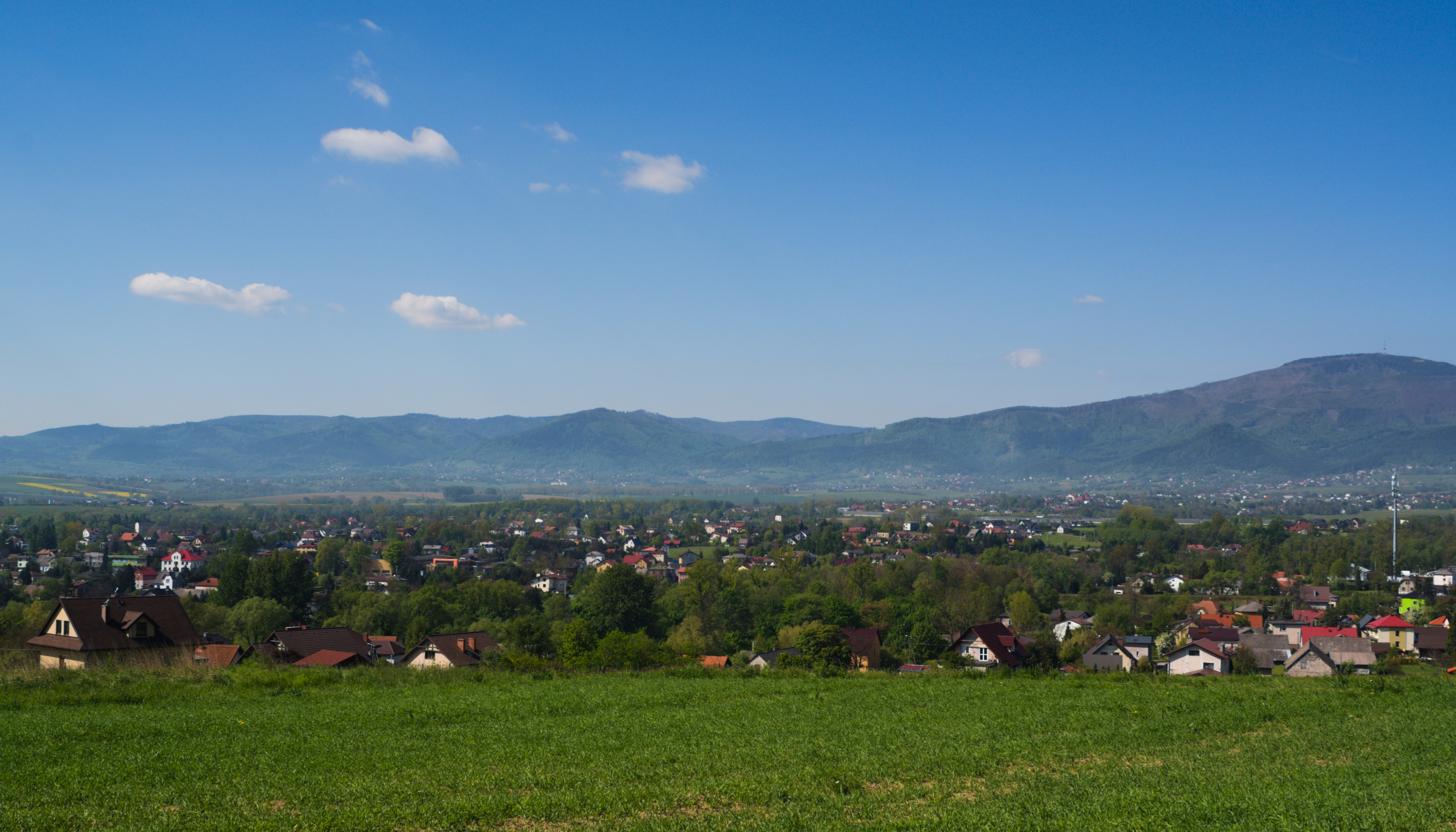
Blick auf Łodygowice
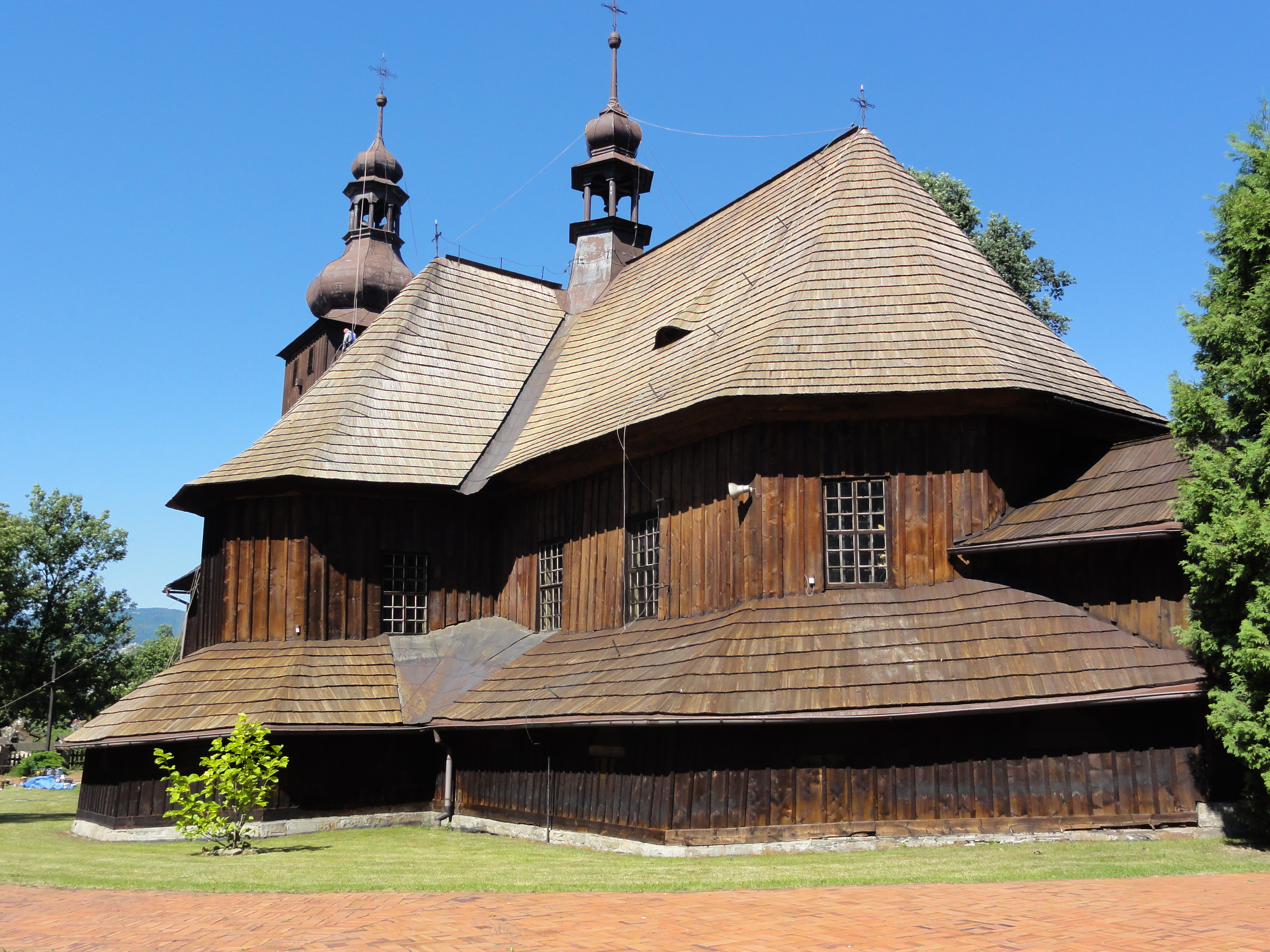
Katholische Kirche
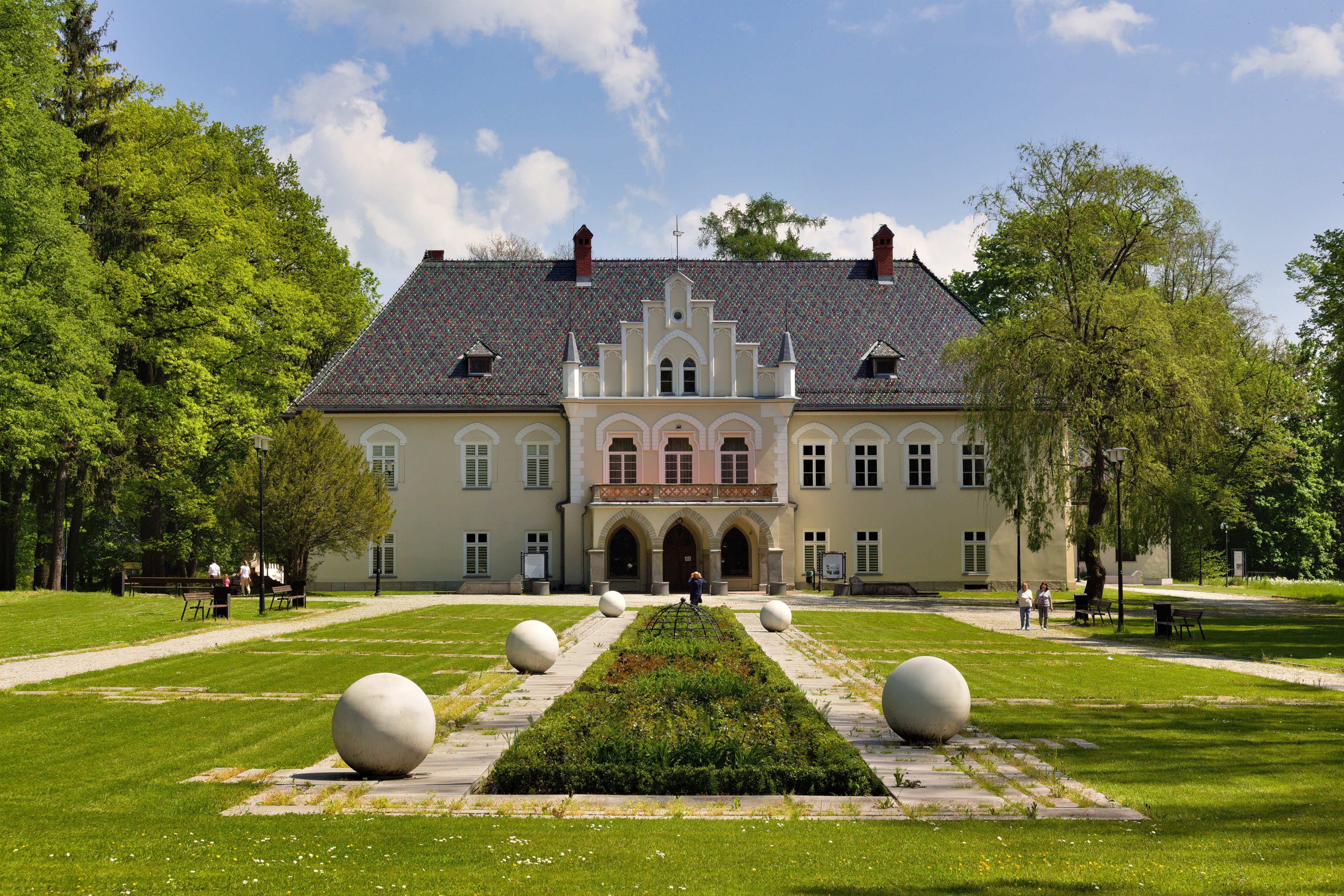
Schloss

## Gemeinde
Zur Landgemeinde Łodygowice gehören die vier Ortschaften mit einem Schulzenamt: Bierna, Łodygowice, Pietrzykowice und Zarzecze.

Die Gemeinde im Powiat Żywiecki
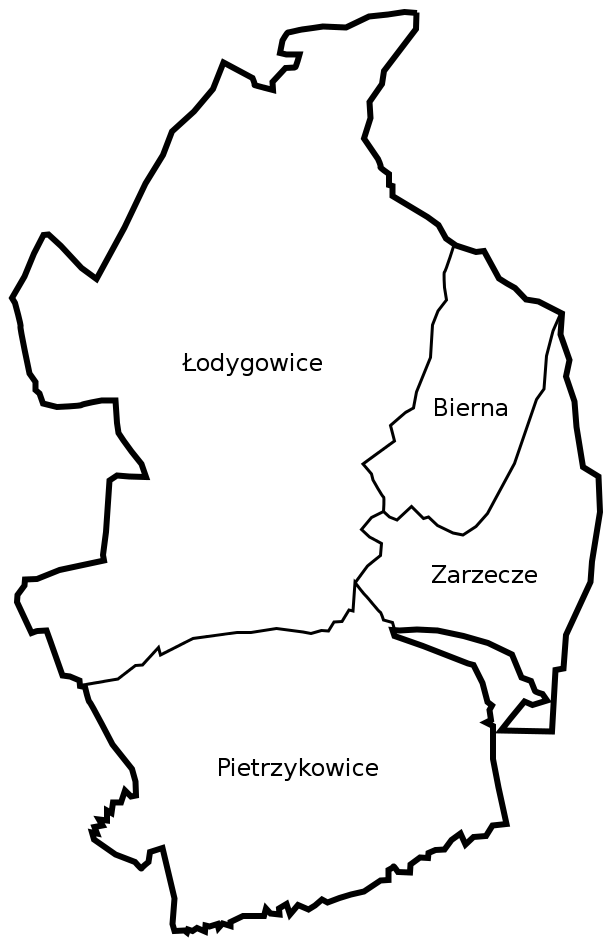
Dörfer der Gemeinde

## Söhne und Töchter des Ortes
- Arthur von Lüttwitz (1865–1928), preußischer Generalleutnant
- Eugeniusz Szyr (1915–2000), polnischer Politiker
- Grzegorz Więzik (1963–2021), polnischer Fußballspieler